# قارنة سريعة

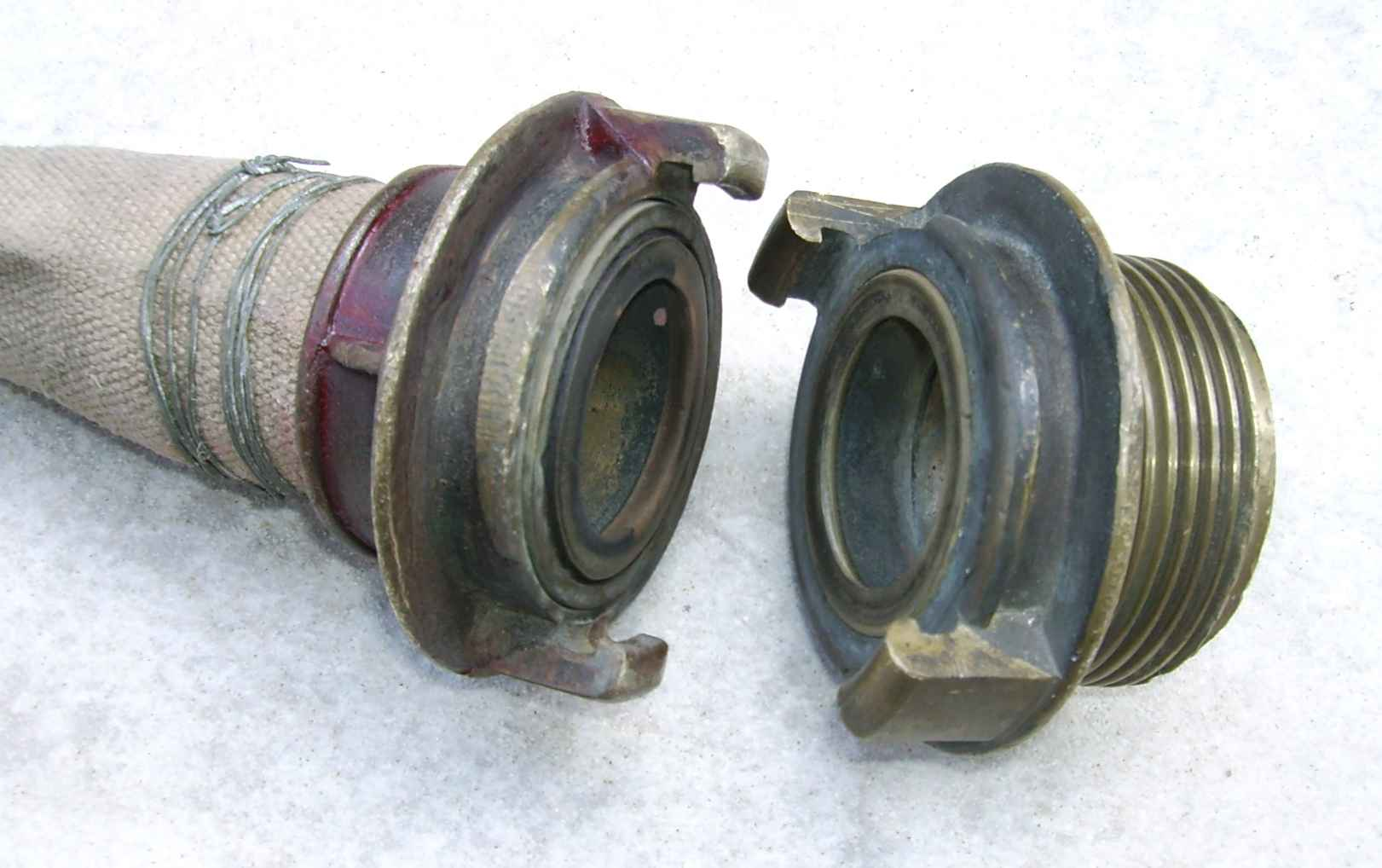

القارنة السريعة والمعروفة أيضًا باسم الوصلة السريعة، هي أحد أنواع القارنات النصفية المتماثلة المخصصة لاستخدامات سد الهواء والماء وتتطابق مع المعيار NF E 29-573.
وتستخدم هذه القارنة بشكل خاص في فرنسا كوصلة خرطومية.
وعند تشغيل هذا النوع من القارنة، يتم دفع وصلتين معًا ويتناوبان لتشكيل سدادة إغلاق.

## الأنواع
- القارنة السريعة مع مقبس ذكر (وصلة مزودة بسن ذكر)
- القارنة السريعة مع مقبس أنثى (وصلة مزودة بسن أنثى)
- السدادة (غطاء)
- القارنة السريعة المزودة بوصلة خرطومية

إن المواد المشتركة في هذا النوع من القارنات (الوصلات) هي الفولاذ المقاوم للصدأ والنحاس